# Anglofobia

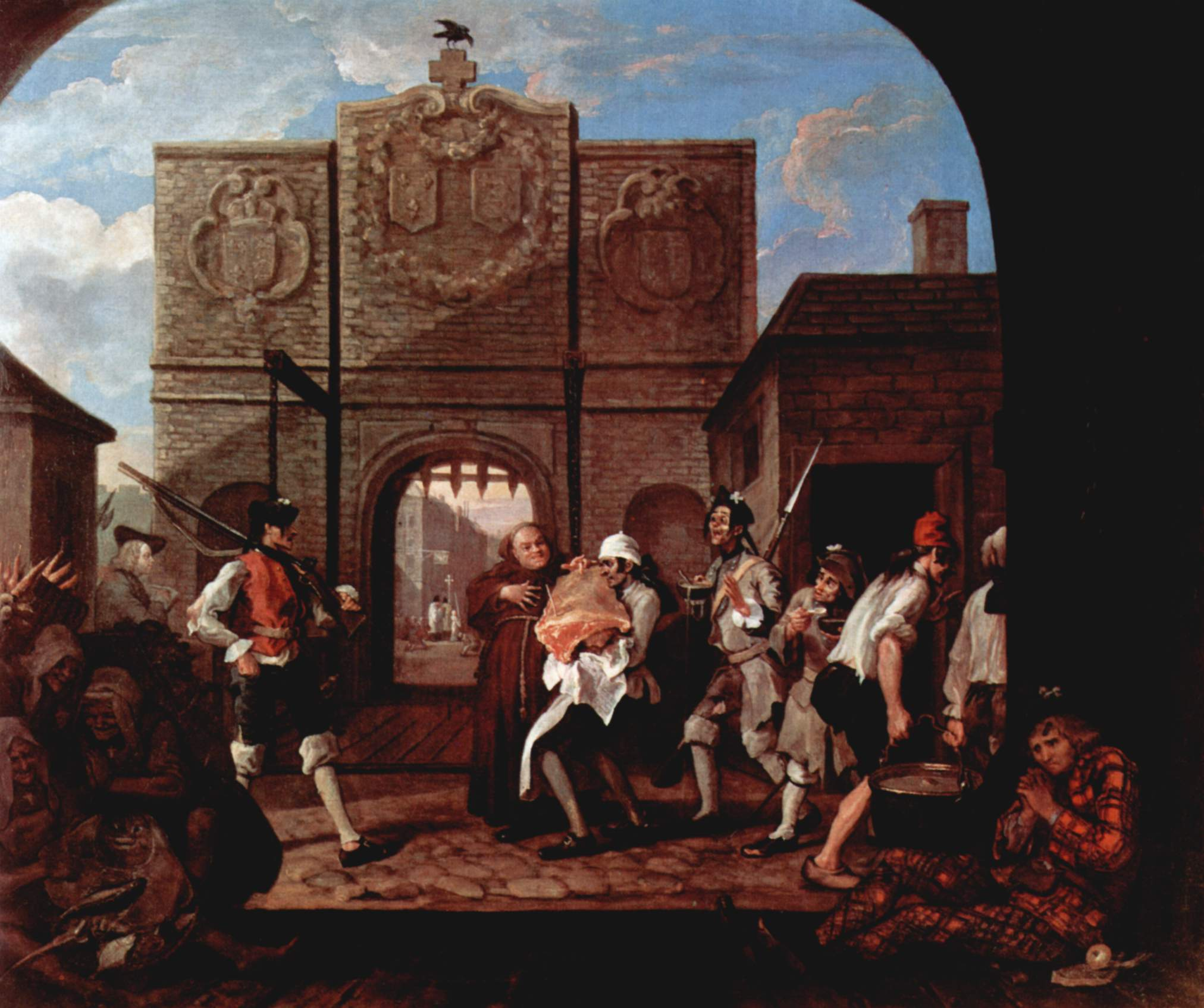
Roastbeef (o rosbif) es un término en lengua francesa para definir a los ingleses. El cuadro The Gate of Calais, de William Hogarth, introdujo ese concepto a modo de mofa.

La anglofobia (del latín Anglus 'inglés', y del griego antiguo φόβος phobos 'miedo') es el odio por el pueblo inglés, el idioma inglés o la cultura inglesa. Es el antónimo de anglofilia.

## Anglofobia por regiones

### Argentina

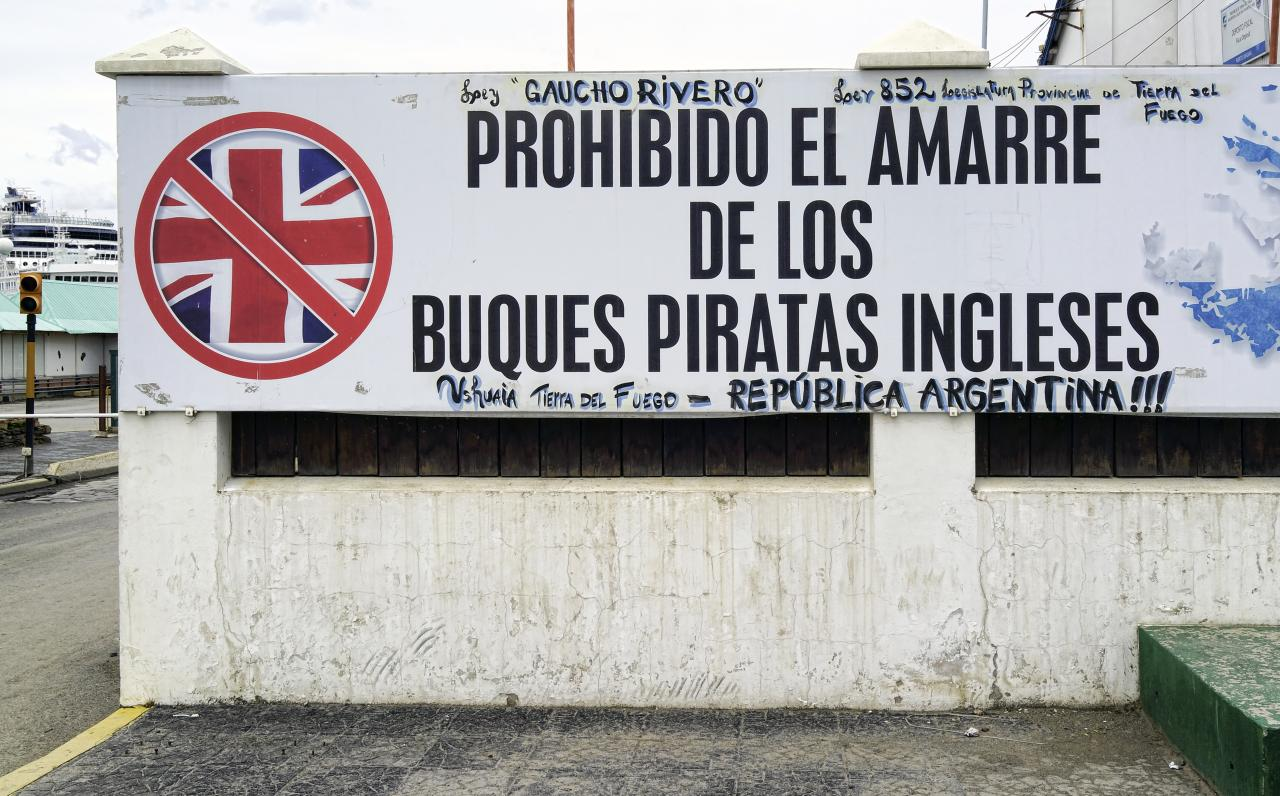
Pintada sobre la ley Gaucho Rivero en la entrada al puerto argentino de Ushuaia.

La anglofobia en Argentina ha sido estudiada por la historiadora Ema Cibotti en Queridos enemigos. De Beresford a Maradona, la verdadera historia de las relaciones entre ingleses y argentinos. En su prólogo, titulado «Contra los ingleses es mejor», la historiadora social afirma:

El sentimiento antibritánico es quizá uno de los más difundidos y enraizados en nuestra idiosincrasia, al punto que se ha hecho carne en el fútbol, nuestro deporte más popular. "Contra los ingleses es mejor", "El que no salta es un inglés", son consignas voceadas por millones. Cada éxito de la Selección blanquiceleste suele ser motivo de alegría colectiva, pero un triunfo contra los ingleses es mucho más; hace vibrar el espíritu nacional, por más abatido que se halle en ese momento. El campo de juego se vuelve la arena donde la sociedad reivindica los casi doscientos años de usurpación de las Islas Malvinas.

Ese sentimiento, con todo, no ha sido constante ni unánime. Personajes como Manuel Belgrano, que había hecho frente a las invasiones inglesas a Buenos Aires en 1806 y 1807, o Mariano Moreno entre los líderes de la independencia sostuvieron políticas afines a las británicas y ni siquiera la ocupación de las Malvinas en 1833 provocó reacciones adversas. Serán la crisis de 1929 y el golpe que derrocó a Hipólito Yrigoyen en 1930, con la caída de los precios de las exportaciones, los factores determinantes de la aparición de un sentimiento anglófobo ligado al rechazo del neocolonialismo o «imperialismo británico». Es lo que observó al llegar a la Argentina en 1940 el pedagogo español Lorenzo Luzuriaga, que en carta a Américo Castro analizaba las distintas actitudes ante el estallido de la Guerra Mundial: 

Aquí la gente está muy desorientada. Por una parte está la anglofobia económica sobre el supuesto imperialismo y explotación británicos; de otro, los extremistas rusófilos que han enarbolado la bandera de la neutralidad y la indiferencia ante el conflicto; por otro, los francófilos (grupo de Victoria Ocampo) que no saben qué hacer con la deserción de Francia, y por fin una pequeña minoría anglófila, dispuesta a ayudar en la lucha por todos los medios.

También el filósofo Mario Bunge, en una entrevista concedida a Jorge Fontevecchia el 4 de mayo de 2008, recogida en Reportajes 2, aludía a la extensión del sentimiento anglófobo en los años del conflicto, explicable «porque muchas de las empresas habían sido propiedad de los ingleses», y achacaba a ese sentimiento la aproximación al nazismo de Carlos Astrada, introductor de la filosofía existencialista en Argentina.
Pero será con la guerra de las Malvinas en 1982 cuando el sentimiento anglófobo se extienda a buena parte de la sociedad.

### Canadá
En la provincia canadiense de Quebec hay una larga tradición de anglofobia por parte de su población francófona tras la conquista de Nueva Francia por Inglaterra en 1760. Así, muchos de los habitantes de Quebec sienten que su lengua está amenazada por la población de habla inglesa, que en Canadá es mayoritaria. En Quebec, la población de habla francesa forma parte de la gran mayoría y el francés es el único idioma oficial. El contexto histórico y la amenaza percibida que está llevando a anglofobia se ha traducido en un fuerte movimiento secesionista de Canadá por la independencia de Quebec.[cita requerida]

### Estados Unidos
La palabra «anglophobia» tiene su origen en el siglo XVIII. Thomas Jefferson usó la palabra en una carta a James Madison, fechada el 13 de mayo de 1793. En ella escribió:

The Anglophobia has seized violently on three members of our council... Anglophobia, secret anti-gallomany, a federalisme outré, and a present ease in his circumstances not usual, have decided the complexion of our dispositions, and our proceedings towards the conspirators against human liberty, and the asserters of it, which is unjustifiable in principle, in interest, and in respect to the wishes of our constituents.

La anglofobia se ha apoderado violentamente de tres miembros de nuestro consejo... La anglofobia, una secreta anti-galomanía, un federalismo extravagante y una presente simplicidad en sus circunstancias no habituales, han decidido el aspecto de nuestras disposiciones, y nuestras actuaciones hacia los conspiradores contra la libertad humana y los asertores de ésta, lo cual es injustificable, en principio, en el interés y en el respeto a los deseos de nuestros mandantes.

Durante el periodo de alianza entre Reino Unido y Estados Unidos, la anglofobia tomó otra forma. El almirante Ernest King siempre mantuvo un claro carácter anglofóbico durante la Batalla del Atlántico. Por otra parte durante la guerra de Independencia de los Estados Unidos entre 1775 y 1781, para lograr la emancipación contra la Corona inglesa encabezado por George Washington, es quien tiene un acercamiento con los españoles y los franceses, ambos enemigos y rivales del Imperio británico.

### Francia
El término Pérfida Albión es una expresión que utilizan los periodistas franceses para mofarse del sentimiento francófobo de algunos tabloides ingleses -que hacen gala del mismo con afirmaciones acerca de supuestas trampas de la selección de fútbol de Francia en el Mundial de 1998 o acusando a la modelo Élodie Gossuin de transexual.

### España

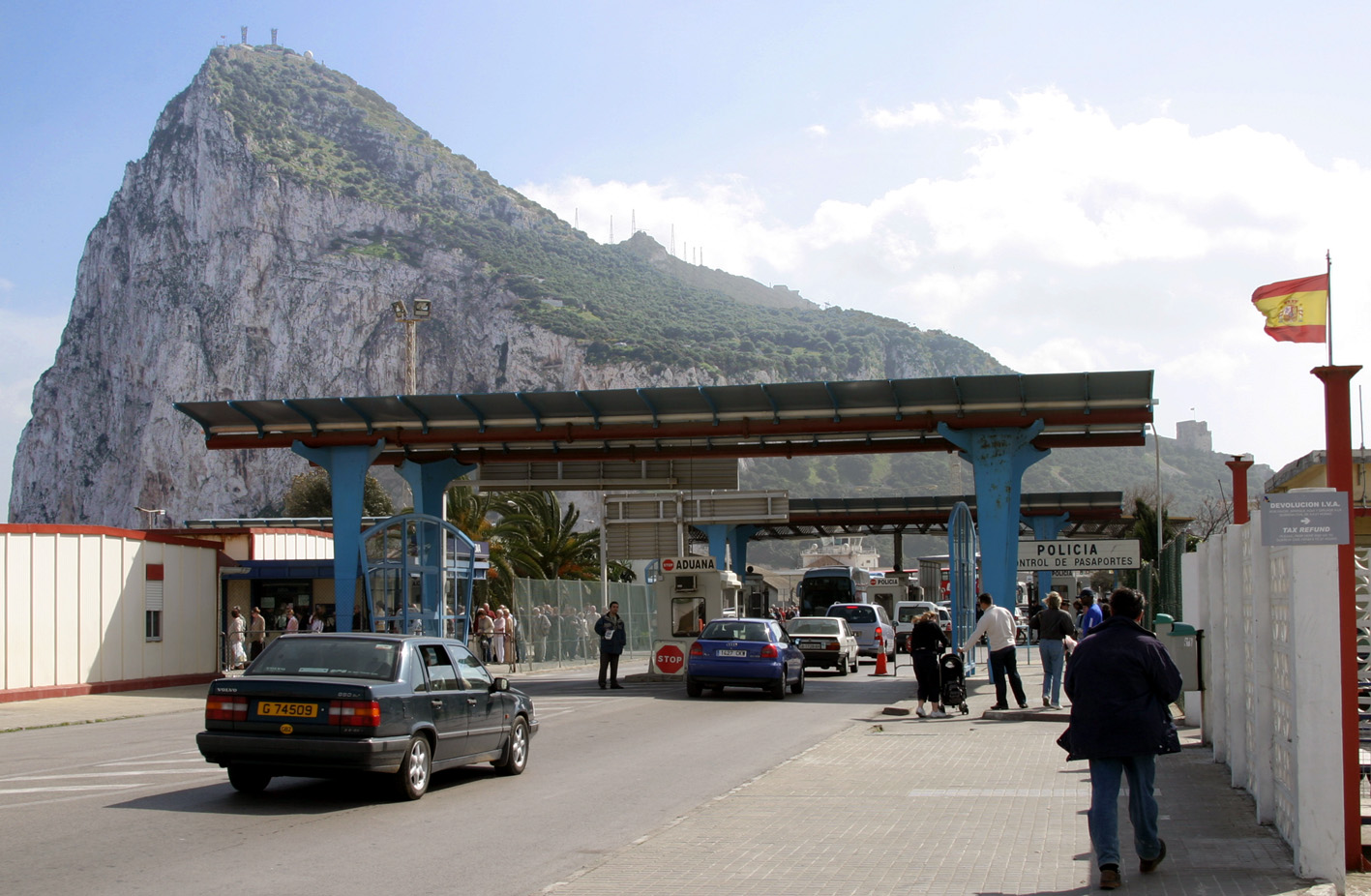
Frontera española con Gibraltar.

Tras varios siglos de alianzas y buenas relaciones entre los reinos cristianos peninsulares con los ingleses, y algo menos con otras naciones en sus islas, que llegaron a enlaces matrimoniales entre las casas reales de Navarra, Castilla y Aragón con aquellas insulares, la presencia de tropas o flotas inglesas en territorios y costas peninsulares durante las Cruzadas y batallas de Reconquista, y guerras civiles que encumbraron a los Trástamara, como aliados más o menos oportunistas siendo mercenarios, creó fobias y surgieron recelos enconados hasta el odio xenófobo. Incrementados a nivel popular desde los tiempos del Imperio español, las guerras contra Inglaterra han sido habituales, especialmente enfrentando en altos intereses a las familias dirigentes y el clero de ambas naciones desde la abortiva iniciativa de Enrique Tudor de divorciarse o anular su matrimonio con Catalina de Aragón, y proclamar a María de Tudor (y de Aragón) ilegítima, hasta que casi subsanada por un breve tiempo en que Felipe II de España fue rey consorte de Inglaterra también, se volvieron más radicales hasta desembocar en los casos de la Armada Invencible o la Invencible Inglesa de su hermanastra y heredera, Isabel I, contra la península ibérica. Un aliciente para el odio español contra los ingleses fueron sus prácticas de piratería, apoyadas por sus soberanos desde la citada Isabel I. Además de asuntos estrictamente políticos, abundaron los motivos religiosos, especialmente tras el cisma de Enrique VIII y la conversión al protestantismo de la misma Isabel con la subsecuente proscripción del catolicismo en Inglaterra y sus dominios. Términos como Pérfida Albión son utilizados por los españoles para referirse a Inglaterra. A principios del siglo XIX los británicos apoyan tanto logística, económica y militarmente a los independentistas americanos de los territorios españoles en América, véase Logia Lautaro y Plan Maitland. España reclama a los británicos la devolución del enclave de Gibraltar, sobre todo a partir de la Crisis de Suez, además de acusarlos como unos de los impulsores de la leyenda negra.

### Escocia
Un estudio de Hussain y Millar —del Departamento de Política de la Universidad de Glasgow— examinó la prevalencia en la sociedad escocesa de la anglofobia frente a la islamofobia.

### Irlanda
Los siete siglos de dominación inglesa sobre la isla y los casi tres siglos de persecución religiosa provocaron, y siguen provocando, un fuerte sentimiento de rechazo a lo inglés en el país, y fomentó de gran manera el nacionalismo irlandés, tanto en lo político (acciones del IRA contra objetivos británicos) como en lo cultural (reavivamiento de la cultura céltica tras siglos de germanización anglosajona). Este sentimiento suele reservarse para lo inglés (germánico), no ampliándose a los otros pueblos del Reino Unido, celtas en su mayoría.
Incluso en círculos más radicales se sostiene que eventos como la Gran Hambruna deben ser calificados como genocidio.
Un ejemplo reciente de las tensiones anglo-irlandesas se dio con motivo de la visita de la reina Isabel II a Irlanda, la primera de un monarca británico en más de un siglo. Sectores nacionalistas repudiaron la visita y exigieron el reconocimiento de los crímenes de Estado y de religión cometidos en la isla.

### Australia
El término pom, a veces combinado con la expresión whing[e]ing (quejarse), suele usarse en Australia para referirse a los ingleses. Así, la expresión whingeing pom hace referencia al estereotipo de inmigrante inglés. En 2007, una queja de la Australia's Advertising Standards Bureau sobre un anuncio publicitario en televisión que utilizaba el término pom hizo que la campaña fuese retirada.

### Camerún
Formado a partir de territorios administrados tanto por el Reino Unido como por Francia, el país alcanzó la independencia en 1960, organizado en un sistema federal donde la parte anglófona (equivalente a un 7% del territorio y población local) tenía autonomía administrativa respecto de la francófona. Sin embargo, tras el golpe de Paul Biya en 1973, el sistema fue cambiado a un estado unitario y centralizado, donde el estado, formalmente bilingüe, favorece el uso del idioma francés. En los últimos años se ha denunciado la persecución de la minoría anglófona del noroeste del país, amén de una creciente restricción del uso público del idioma inglés en los medios y la enseñanza, inclusive mediante persecución penal. Se postula la separación del territorio angloparlante en un estado llamado Camerún Meridional o Ambazonia.

### Venezuela

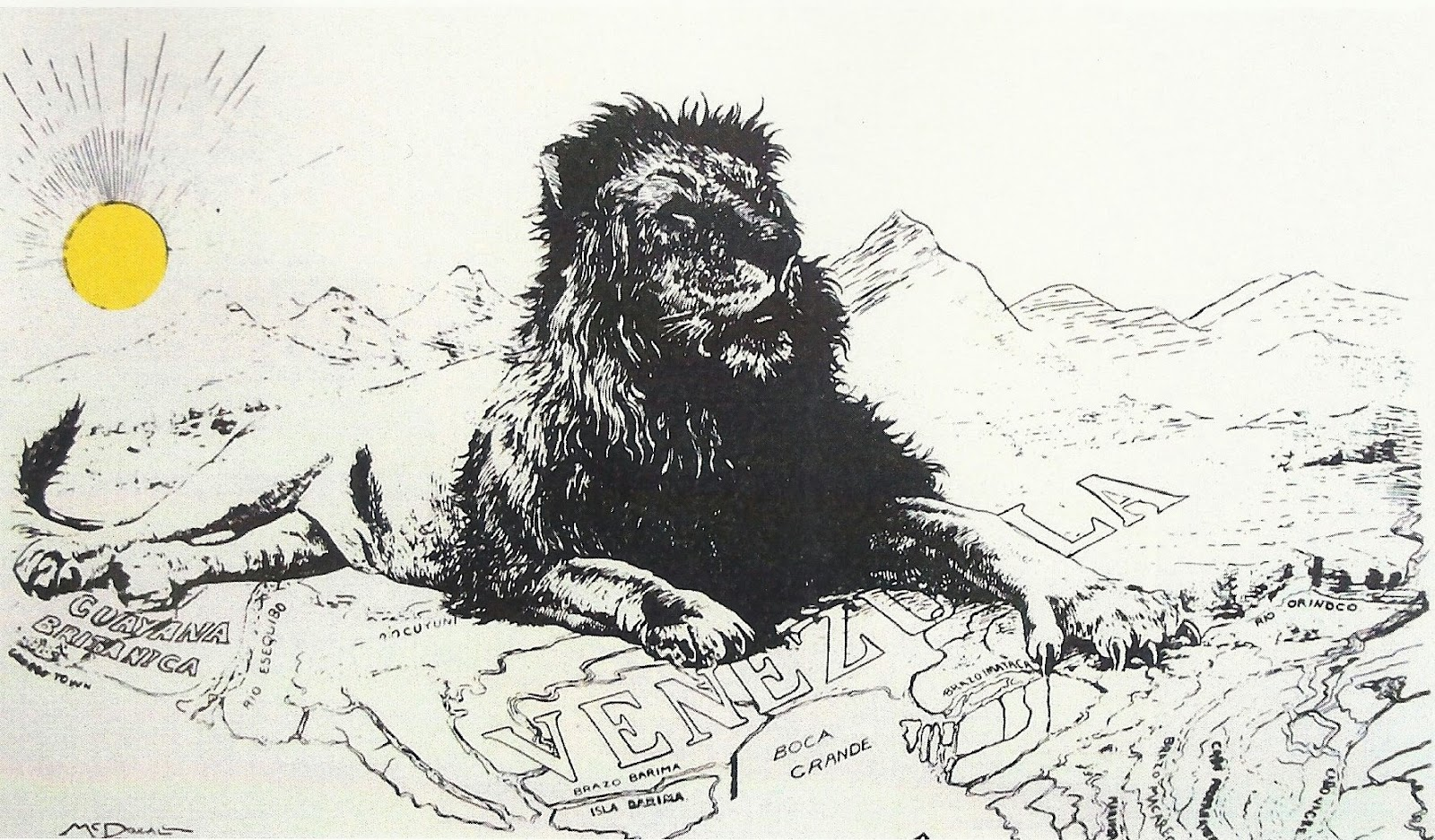
Caricatura venezolana crítica sobre las incursiones británicas sobre los ríos Barima y Esequibo.

Las relaciones de Venezuela con el Reino Unido fueron inicialmente buenas debido a su apoyo durante la guerra de Independencia de Venezuela. Si bien Simón Bolívar era cercano a los británicos por su apoyo, hizo una reclamación en 1822 por la controversia fronteriza con la colonia de la Guyana Británica. Las relaciones fueron poco a poco agravando a través de los años debido a las incursiones británicas en la región del Orinoco, ambas partes intentaron resolver el diferendo en el Laudo Arbitral de París que fue denunciado como fraudulento por el gobierno de Venezuela. Las tensiones llegaron a su peor punto durante el bloqueo naval a Venezuela de 1902-1903 para este punto la prensa venezolana y la opinión pública sobre el Reino Unido estaba completamente deteriorada. Durante el siglo XX, Venezuela expresó su apoyo a Argentina durante la guerra de las Malvinas en 1982 y los presidentes Luis Herrera Campíns y Hugo Chávez ofrecieron apoyo militar en contra del Reino Unido.